# طرخشقون قزم
الطرخشقون القزم (الاسم العلمي: Taraxacum minimum) نوع نباتي يتبع جنس الطرخشقون من القبيلة الهندباوية التابعة للفصيلة النجمية. موطنه بلاد الشام ومصر وبعض مناطق شمال حوض المتوسط.